# Nîjci Vovkivți, Hmelnîțkîi
Nîjci Vovkivți (în ucraineană Нижчі Вовківці) este un sat în comuna Rozsoșa din raionul Hmelnîțkîi, regiunea Hmelnîțkîi, Ucraina.

## Demografie
Componența lingvistică a localității Nîjci Vovkivți
     Ucraineană (97,95%)
     Rusă (1,28%)
     Alte limbi (0,51%)
Conform recensământului din 2001, majoritatea populației localității Nîjci Vovkivți era vorbitoare de ucraineană (97,95%), existând în minoritate și vorbitori de rusă (1,28%).